# Ben Hanuschak
Ben Hanuschak (* 29. April 1930 in Earl Grey, Saskatchewan) ist ein kanadischer Politiker der New Democratic Party of Manitoba (NDP) und später der Progressive Party of Manitoba, der unter anderem zwischen 1966 und 1981 Mitglied der Legislativversammlung von Manitoba sowie von 1969 bis 1970 deren Sprecher war. Er bekleidete zudem zwischen 1970 und 1977 in der Regierung der Provinz Manitoba unter Premierminister Edward Schreyer verschiedene Ministerämter.

## Leben
Ben Hanuschak absolvierte ein Lehramtsstudium an der University of Manitoba und unterrichtete anschließend zwischen 1957 und 1958 an der Fisher Branch School, von 1959 bis 1961 an der Aberdeen School, zwischen 1961 und 1965 an der St. John’s High School sowie von 1968 bis 1969 an der River Heights School. Am 23. Juni 1966 wurde er für die New Democratic Party of Manitoba (NDP) als Nachfolger von Mark Smerchanski von der Manitoba Liberal Party im Wahlkreis „Burrows“ erstmals zum Mitglied der Legislativversammlung von Manitoba gewählt und gehörte dieser nach seinen Wiederwahlen am 25. Juni 1969, 28. Juni 1973 und 11. Oktober 1977 bis zu seiner Niederlage am 17. November 1981 an.  
Am 14. August 1969 wurde Hanuschak als Nachfolger von James Bilton Sprecher der Legislativversammlung (Speaker) und bekleidete das Amt des Parlamentspräsidenten bis zum 20. August 1970, woraufhin Peter Fox ihn ablöste.
Ben Hanuschek selbst wiederum wurde am 20. August 1970 in die Provinzregierung unter Premierminister Edward Schreyer berufen und fungierte in diesem bis zum 1. Dezember 1971 als Minister für Verbraucher-, Unternehmens- und interne Dienstleistungen. Er war des Weiteren zwischen dem 9. September 1971 und dem 22. September 1976 Bildungsminister, vom 15. Februar bis zum 29. August 1973 Minister für Stadtentwicklung sowie zwischen dem 15. September 1973 und dem 22. September 1976 Minister für Hochschulen und Universitäten. Zuletzt bekleidete er in der Regierung Schreyer  vom 22. September 1976 bis zum 24. Oktober 1977 die Ämter als Minister für Weiterbildung und Arbeitskräfte und als Minister für Tourismus, Freizeit und Kultur. In Anerkennung seines Engagements für die Gemeinschaft wurde er 1977 mit der Queen Elizabeth II Silver Jubilee Medal ausgezeichnet.
Nachdem er am 26. Februar 1981 die NDP verlassen hatte, gehörte er neben Sid Green und Bud Boyce, am 2. März 1981 zu den Gründern der Progressive Party of Manitoba. Bei der Wahl am 17. November 1981 kandidierte er für die Progressive Party wieder im Wahlkreis „Burrows“, verlor allerdings gegen Conrad Santos von der NDP, der zum neuen Abgeordneten für diesen Wahlkreis gewählt wurde. Er kehrte daraufhin in den Lehrberuf zurück und war zwischen 1984 und 1985 als Leiter der Sprague School tätig. Bei einer Nachwahl am 1. Oktober 1985 und den Parlamentswahlen am 18. März 1986 kandierte er jeweils im Wahlkreis „Kildonan“, unterlag aber bei beiden Wahlen. Im Anschluss war er von 1986 bis 2006 Treuhänder und Vorsitzender der Seven Oaks School Division, ein im Juli 1959 gegründeter Schulbezirk im Nordwesten von Winnipeg. 
Aus seiner am 22. August 1953 geschlossenen Ehe mit der Lehrerin Nadia Z. Stechkewich ging eine Tochter hervor.